# 鈴木良
鈴木 良（すずき りょう、1934年9月25日 - 2015年2月16日）は、日本の歴史学者。専門は日本近代史・部落問題など。立命館大学教授、部落問題研究所理事、国民融合をめざす部落問題全国会議代表などを務めた。主な著書に『近代日本部落問題研究序説』、『水平社創立の研究』がある。

## 来歴・人物
1934年、神奈川県川崎市に生まれる。1945年の敗戦時に国民学校5年生、1947年の新制中学校の発足の時に中学校1年生であった。明治学院中学校、神奈川県立川崎高等学校を経て、1953年に京都大学文学部に入学する。同級生には、石躍胤央（のち徳島大教授）、大山喬平（のち京大教授）、河音能平（のち大阪市大教授）、芝原拓自（のち阪大教授）、中野玄三（のち嵯峨美術短大教授）、ひろたまさき（のち阪大教授）、安丸良夫（のち一橋大教授）らがいた。当時の学生運動が活発な雰囲気のなかで学生時代を過ごし、日本共産党に入党し、以後、死去するまで一貫して共産党員であった。1957年に文学部史学科を卒業。卒業論文は「明治10年代における外国貿易とブルジョアジー」（『日本史研究』35号、1958年1月に掲載）であった。同年、大学院文学研究科修士課程に進学し、1959年に修了（修士論文は「日本近代工業の形成」で）して博士課程に進学。大学院時代は、井上清・堀江英一らに学びながら、日清・日露戦争期の帝国主義に関する論文を『歴史学研究』や『日本史研究』といった学会誌に相次いで発表して活躍した。また、民科京都支部歴史部会などを拠点にマルクス・エンゲルスの読み直しを行った。
1963年、研究・経済上の行き詰まりのなかで京大大学院博士課程を満期退学し、12月に中塚明の後任として奈良女子大学文学部附属高等学校教諭となる。以降、数年の間研究の第一線から遠ざかった。高校教師時代は、仕事の傍ら教職員組合運動、文化財保護運動、労働者教育運動を行った。また、部落問題に出会うのもこの頃である。1966年の文化厚生会館事件では部落問題研究所側につき、中国に接近した井上清から距離を置くようになるなど、部落解放運動が分裂する時期にあって一貫して日本共産党の立場を支持。1967年の歴史科学協議会の結成に参加し、この頃から再び研究の第一線に復帰する。翌年「天皇制と部落差別」（『部落』226号、1968年2月）から部落問題について議論を行うようになり、部落問題研究所紀要『部落問題研究』などに論文を発表した。1970年代の前半には奈良県によって進められた『奈良県同和事業史』や『奈良県水平運動史』、部落問題研究所で進められた『水平運動史の研究』全6巻に関わり、阪本清一郎や木村京太郎といった戦前以来の活動家の聞き取りを行った。
1970年代半ばに日本共産党や北原泰作らの部落解放運動の活動家から国民融合論が提起されるなかで、1975年9月に結成された国民融合をめざす部落問題全国会議（国民融合全国会議）の常任幹事となる。被差別部落の歴史研究でも、従来の経済体制・国家体制から把握するのではなく、地域の社会関係から分析する方法を提起し、「天皇制的地域支配」を提起した。こうした研究は『近代日本部落問題研究序説』（1985年）に結実する。同年、奈良女子大附属高校を退職し、立命館大学産業社会学部教授となる。同大学では「社会史」の授業やゼミナールを担当したほか、西園寺公望や自由主義思想の研究、歴史教育や文化財についての発言を行った。
2000年に立命館大学を退職後も部落問題研究所理事を続け、その後の部落問題研究は『水平社創立の研究』（2005年）にまとめる。この他、どんぐり福祉会理事長、東大阪文化懇話会代表を務めるなど地域の福祉や文化活動に尽力した。2015年2月16日、肺炎のため東大阪市内の病院で死去、80歳。葬儀は18日に行われた。

## 研究

### 水平運動史研究
部落問題研究所編『水平運動史の研究』全6巻として刊行された共同研究では馬原鉄男とともに主導的立場にあり、全国水平社創立を社会主義思想との関連で叙述し、水平社の活動を全水青年同盟、全水無産者同盟など水平社内の共産主義グループが一貫して主導し、「労農水の三角同盟」を水平運動の到達点とみる運動史像を確立した。
日本共産党による国民融合論の提起以降はこの立場を修正し、共産主義者と敵対的でなかった自由主義者たちがもたらした影響にも注目した研究に転換したが、それでもなお、水平社を共産主義者が主導する運動と見る立場は変化しなかった。
70年代半ば以降、渡部徹、秋定嘉和、藤野豊、渡辺俊雄ら部落解放研究所を基盤にする研究者から馬原、鈴木らの旧説に対する批判、別の視点からの問題提起が相次ぎ、全国水平社は松本治一郎を中心とする合法無産政党と提携する社会民主主義の立場にあった活動家によって主導されていたこと、また地域水平社の研究も進み、水平運動の活動家は必ずしも融和運動や行政側の融和政策と敵対的ではなかった事実も明らかになってきたことなどから、水平運動の主流は体制内の改良主義的な運動であり、共産主義グループの影響力はごく限られたものだったとの理解が通説となった。
それにもかかわらず、鈴木の研究はこのような立場からの研究を看過した形のものであるため、鈴木らの旧説はもとより新たな立場からの論究も、現在の研究水準を反映させた形で水平運動史の通史を描く内容とはなっていない。

### 地域支配論
鈴木良の部落問題の社会史的研究の中心概念。戦後の部落史研究は、近代の部落問題を資本主義経済がもたらす貧困問題と捉える見方が支配的であった。井上清の独占体制論がその代表的な見解であり、1960年代後半の部落解放運動の分裂を経ても馬原鉄男『日本資本主義と部落問題』（部落問題研究所、1971年）のようにこの見方が引き継がれていた。高度成長のなかで被差別部落の状況に改善が見えるようになって国民融合論が提起され、部落問題は封建主義の残存である封建遺制であり資本主義のなかでも部落問題が解決可能であるという見解が示された。鈴木は歴史学の側からこれに対応して、部落差別を資本主義の問題でなく地域的・社会的な差別の問題とする議論を1980年頃から行った。
鈴木が注目したのは明治地方制度と寄生地主制で、これらの人々を支配する制度が形成・確立するなか江戸時代における地域レベルの身分差別が慣習として存続したと論じ、「地域支配の構造」と呼んだ。また、こうした従来の社会的慣習を残した支配のありようは、天皇制国家が急速な資本主義化を進めるために地域の有力者層を手なずけようとして行ったものであると指摘し、この観点から「天皇制的地域支配」とも呼んだ。こうした見地は、世界的な政治・経済の動きを背景とした日本の近代化・資本主義化が、封建的な側面を有しつつ展開したとする野呂栄太郎ら講座派マルクス主義の問題意識を受け継ぐものであった。それとともに、部落共同体が日本の近代化を妨げる社会的基底であるとする丸山真男らの問題意識も受け継いでいる。こうした地域支配論を受けて、同時期（1980年代）に佐々木隆爾は戦後保守体制として「地域支配構造」を論じた。その後2000年代には、佐賀朝・広川禎秀・吉田伸之らが地域支配論を受けた議論を行っている。

一方、後進の部落史研究者の一人である今西一は、鈴木による「燕会における三浦大我ら真宗の教団改革派の影響を高く評価する実証と、理論的に部落差別の原因を封建遺制による、「ブルジョア・地主」の地域支配に置く議論が、奇妙なねじれ現象を起こしている」ことを指摘し、「日本共産党も、政策的には限りなく社会民主主義に変貌してゆきながら、組織論ではレーニン主義を守るという矛盾を、今日でも克服できないでいる。これは日本の旧講座派「左翼」に共通する最大の弱点であり、鈴木氏の思考は、旧講座派知識人の典型とも言える」と評している。

## 著書

### 単著
- 『近代日本部落問題研究序説』　兵庫部落問題研究所、1985年8月　ISBN 978-4892021503
- 『教科書のなかの部落問題―良先生の歴史教室―』　部落問題研究所、1989年6月　ISBN 978-4829810316（増補改訂版、1990年12月　ISBN 978-4829810323）
- 『歴史の楽しさ―地域を歩く―』　部落問題研究所、1999年12月　ISBN 978-4829820582
- 『水平社創立の研究』　部落問題研究所、2005年11月　ISBN 978-4829820667

### 共編著
- 『奈良県同和事業史』　〈共著〉、奈良県、1970年5月
- 『奈良県水平運動史』　〈共著〉、部落問題研究所、1972年10月
- 『歴史科学大系21　部落問題の史的究明』　歴史科学協議会編・〈編集・解説〉、校倉書房、1976年12月　ISBN 978-4751710111
- 『奈良県の百年』　〈編著〉、山川出版社・県民の百年29、1985年9月　ISBN 978-4634272903
- 『近代日本の政局と西園寺公望』　中川小十郎著、後藤靖共校訂、吉川弘文館、1987年1月　ISBN 978-4642035880
- 『城と川のある町―大和郡山歴史散歩―』　〈編著〉、文理閣、1988年4月　ISBN 978-4892591266
- 『西園寺公望傅』第2巻　立命館大学編・〈共著〉、岩波書店、1991年9月　ISBN 978-4000087926
- 『文化財と近代日本』　高木博志〈共編〉、山川出版社　2002年12月　ISBN 978-4634521704
- 『現代に甦る知識人たち』　上田博・広川禎秀〈共編〉、世界思想社、2005年10月　ISBN 978-4790711506

### 鈴木良ゼミナール
立命館大学産業社会学部鈴木良ゼミナール〈編〉
- 『原爆投下と京都の文化財　資料集』　文理閣、1988年5月　ISBN 978-4892591297
- 『占領下の京都』　文理閣、1991年7月　ISBN 978-4892591747
- 『高度成長と京都―水道・市電・伝統産業・景観・ベンチャー企業―』　文理閣、1993年6月　ISBN 978-4892591990
- 『ききとり京に生きる―庶民の半世紀―』　文理閣、1997年5月　ISBN 978-4892592768
- 『ききがき京の職人―手に生きる―』　文理閣、1998年4月　ISBN 978-4892593000
- 『ききがき西陣を彩る―人々とその暮らし―』　文理閣、1999年5月　ISBN 978-4892593277

## 主な所属学会
- 歴史学研究会
- 日本史研究会
  - 1962年度大会報告（1962年）「日本帝国主義の成立と構造」（佐々木隆爾と共同報告、『日本史研究』65号、1963年3月に掲載）
- 歴史科学協議会
  - 第14回大会報告（1980年8月）「日本近代史研究における部落問題の位置」（『歴史評論』368号、1980年12月に掲載）